# Kwaczanka

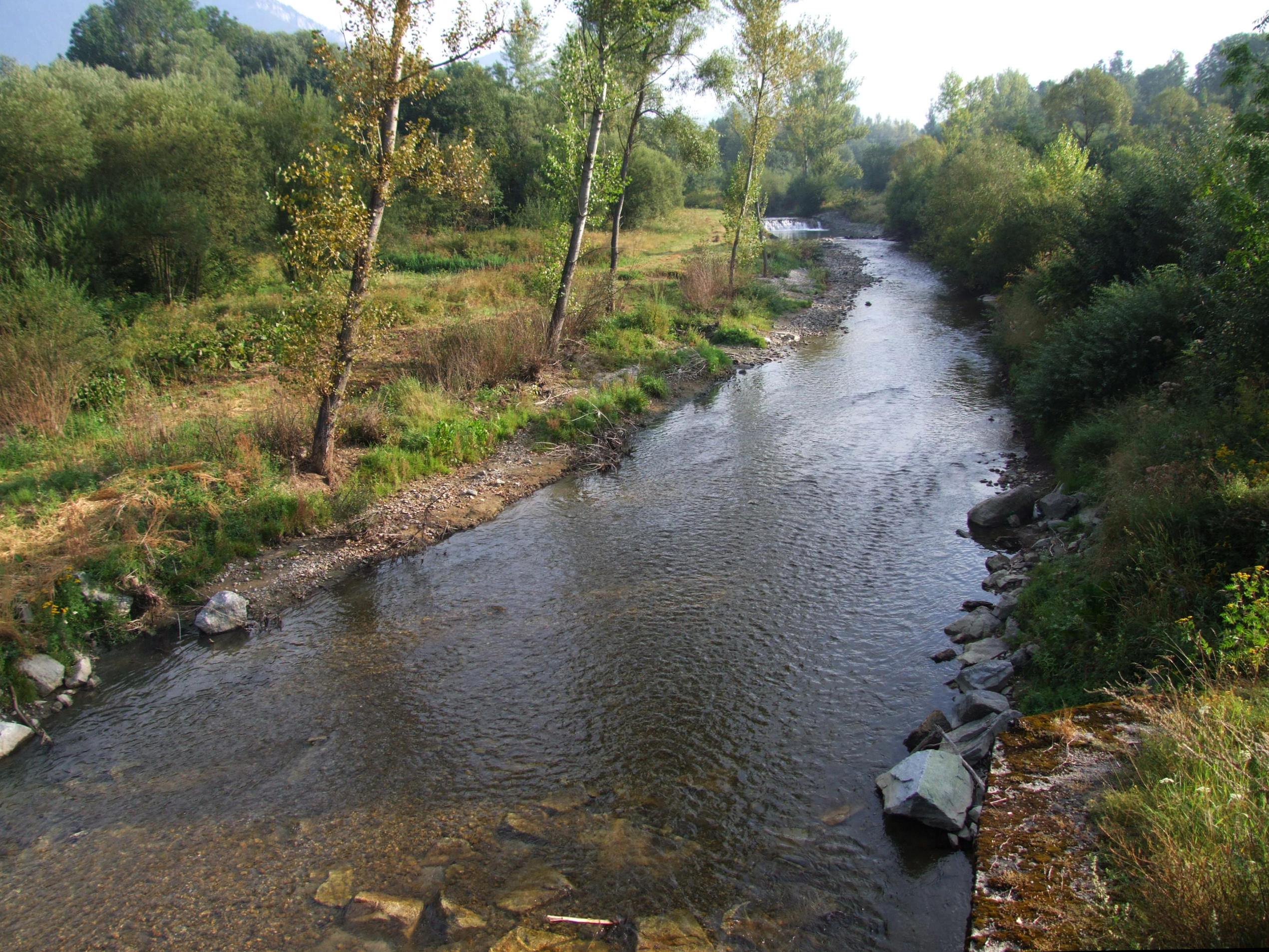
Kwaczanka w Liptowskiej Sielnicy

Kwaczanka (słow. Kvačianka) – potok na Słowacji, powstający na wysokości 745 m z połączenia potoków Hucianka i Borovianka w Obłazach. Takie ujęcie znane jest w polskich opracowaniach, natomiast słowaccy geografowie nie wyróżniają nazwy Hucianka i cały potok nazywają Kwaczanką. Od Obłazów Kwaczanka spływa w południowym kierunku Doliną Kwaczańską pomiędzy Ostrym Wierchem Kwaczańskim (1128 m) a należącymi do grupy Prosiecznego wzniesieniami Czarna Hora (1094 m) i Hradkowa (1206 m). Na tym odcinku Kwaczanka tworzy granicę między Tatrami, do których należy Ostry Wierch Kwaczański, a Górami Choczańskimi, do których należy grupa Prosiecznego. Po opuszczeniu Doliny Kwaczańskiej Kwaczanka wpływa na Kotlinę Liptowską, płynie przez miejscowość Kwaczany, a następnie Liptowską Sielnicę, w której uchodzi do Jeziora Liptowskiego na wysokości około 550 m. Dawniej, przed utworzeniem tego sztucznego zbiornika wpadała do rzeki Wag jako jej prawy dopływ.
W Obłazach na Kwaczance znajduje się niewielki próg piętrzący wodę oraz dwa zabytkowe młyny wraz z niewielkim zespołem towarzyszących im zabudowań. W obrębie Doliny Kwaczańskiej Kwaczanka płynie skalistym wąwozem, tworząc szereg wodospadów. Największymi jej dopływami są spływający z Tatr Suchy Potok i dużo mniejszy Radin. Obydwa uchodzą do niej już na Kotlinie Liptowskiej, jako lewe dopływy.
Środkowy odcinek toku Kwaczanki od skraju wsi Huty po wylot z Doliny Kwaczańskiej w Kwaczanach znajduje się w granicach rezerwatu przyrody Kvačianska dolina.
Doliną Kwaczańską wzdłuż Kwaczanki, jej wschodnim zboczem (stokami Ostrego Wierchu - a więc przez teren wzmiankowanego rezerwatu), miejscami ponad 100 m ponad tokiem wody, prowadzi dość stroma i kamienista leśna droga wozowa, wybudowana w połowie XIX w.. Do czasu oddania do użytku w połowie lat 80. XX w. nowej drogi krajowej nr 584 z Zuberca do Liptowskich Matiaszowiec stanowiła ona jedyne połączenie wsi Huty, Małe Borowe i Wielkie Borowe ze światem.

## Turystyka
Wspomnianą wyżej drogą prowadzi czerwono  znakowany szlak turystyczny z Kwaczan  do Hut oraz znakowana ścieżka dydaktyczna z przystankami i tablicami informacyjnymi. Przejście łatwe, bez trudności technicznych.

## linki zewnętrzne
- Kwaczanka, [w:] Słownik geograficzny Królestwa Polskiego, t. V: Kutowa Wola – Malczyce, Warszawa 1884, s. 16.